# Tyberiusz III (cesarz bizantyński)
Tyberiusz III – cesarz bizantyński, panujący w latach 698–705. Zanim został cesarzem, pełnił funkcję drungariosa floty bizantyjskiej w temie Kibyrrhaioton.
W 697, jeszcze za panowania Leoncjusza II, Arabowie zajęli Kartaginę, kładąc kres panowaniu bizantyjskiemu w Afryce. Na odsiecz miastu wysłano flotę, która musiała się jednak wycofać. U wybrzeży Krety obrano cesarzem drungariosa Apsimarosa, który przybrał imię Tyberiusz III. Leoncjuszowi II obcięto nos i wysyłano go do klasztoru. 
Brat cesarza Herakliusz odzyskał Cypr, będący w posiadaniu Arabów od 649. W 705 pod murami stolicy pojawili się Bułgarzy pod wodzą chana Terweła, wspierającego obalonego kilka lat wcześniej Justyniana II. Udało im się zająć Konstantynopol, a Leoncjusz II z Tyberiuszem III zginęli.